# Panda oleosa
Genre
Espèce
Panda oleosa est une espèce de plante à fleurs de la famille des Pandaceae, et unique représentant du genre Panda. C'est un arbre présent en Afrique tropicale.

## Taxonomie
L'espèce est décrite en 1896 sous le nom de Panda oleosa par le botaniste français Jean Baptiste Louis Pierre en même temps que le genre dont elle est la seule espèce connue à ce jour.
Synonymes
- Porphyranthus zenkeri Engl[2].
- Sorindeia rubiflora Engl[3].

Noms vernaculaires
Chez les Pygmées du Cameroun et du Congo, cette espèce est désignée en baka sous les noms de kana, nkana ou bokana.

## Description
Panda oleosa est un arbre pouvant mesurer de 20 à 25 mètres de hauteur. Son bois est de couleur jaune clair et l'écorce de couleur gris cendré. Le tronc adulte a un diamètre de 30 à 60 cm.

## Distribution
L'espèce est présente dans toute la partie occidentale de l'Afrique équatoriale, notamment au Liberia, au Ghana, en Guinée, en Côte d'Ivoire, au Nigeria, au Cabinda en Angola, au Gabon, en République centrafricaine, en République du Congo, au Cameroun et au Zaïre.

## Reproduction
La dissémination de ses graines est facilitée par les éléphants, celles-ci étant capables de germer dans les excréments d'éléphant.

## Usages
Un site archéologique en Côte d'Ivoire dans la forêt de Taï a révélé que les chimpanzés y amènent depuis plus d'un siècle à la fois les noix de Panda oleosa et les roches utilisées comme outils pour les casser. On y a retrouvé 4 kilos d'éclats de roches et plus de 40 kilos de coquilles de noix. La technique nécessaire pour apprendre à casser la coquille sans écraser la noix au milieu prend sept ans à maîtriser pour un chimpanzé.

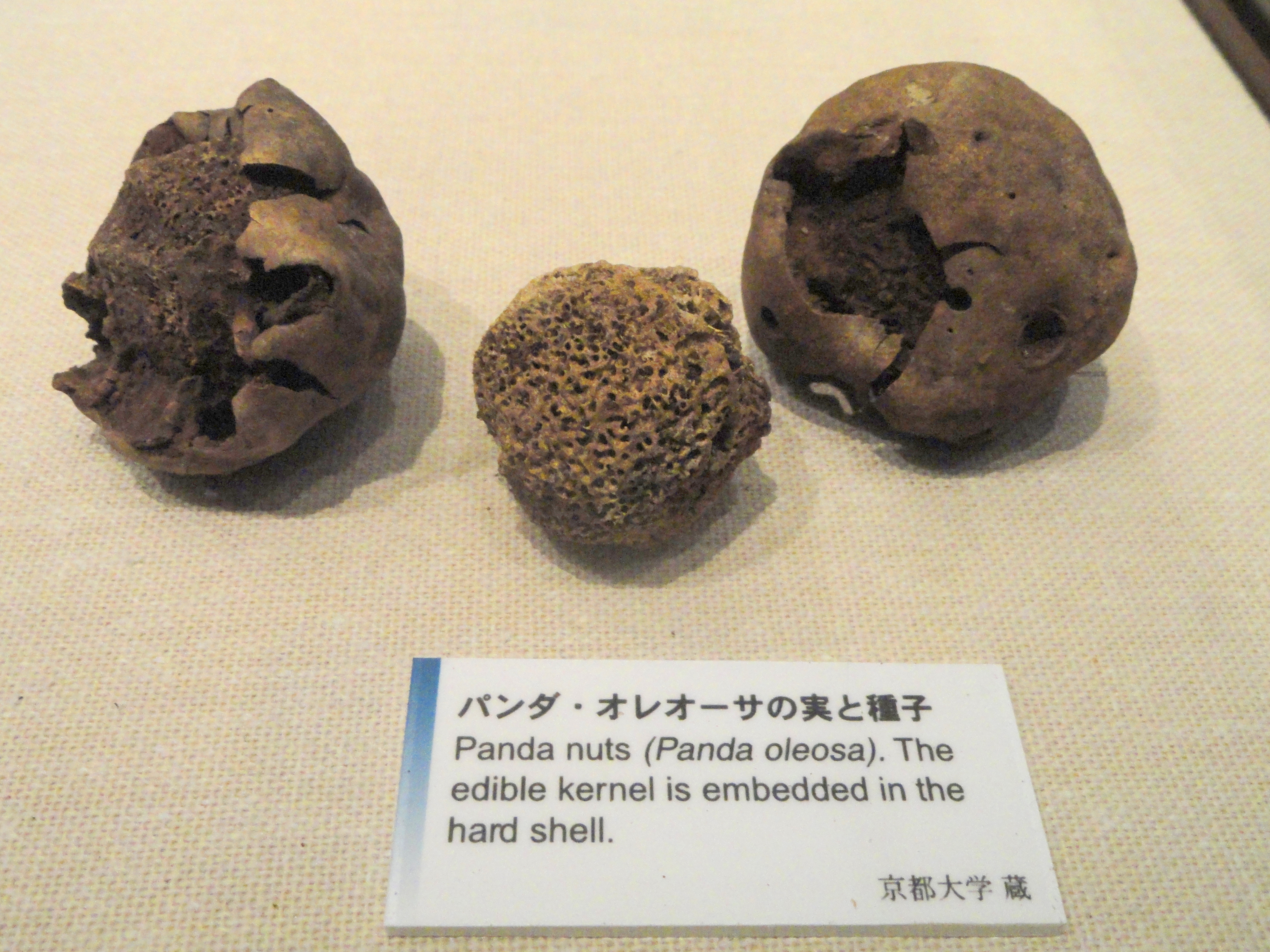
Coquille et noix de Panda oleosa.

Les humains font cuire les noix avant consommation et les utilisent aussi pour produire de l'huile. Le bois est utilisé à la fois pour construire des charpentes et des embarcations.